# Kalamazoo/Battle Creek International Airport

i7
i11
i13
Der Kalamazoo/Battle Creek International Airport (IATA-Code: AZO, ICAO-Code: KAZO) ist ein Flughafen in Kalamazoo im Kalamazoo County im US-Bundesstaat Michigan. Er liegt circa dreißig Kilometer westlich von Battle Creek. Der National Plan of Integrated Airport Systems der Federal Aviation Administration klassifiziert ihn als non-hub primary commercial service facility.
Der Flughafen verfügt über einen Tower und ein Terminal Radar Approach Control (TRACON). Des Weiteren hat er ein Passagierterminal mit fünf Flugsteigen. Drei große Fluggesellschaften bedienen den Flughafen.

## Geschichte
Die Planung eines Flugplatzes in Kalamazoo begann im Jahr 1925. Im Mai 1929 kaufte die Stadt ein 1,55 km² großes Areal in der Nähe der Portage und der Kilgore Road und eröffnete den Flugplatz. Die erste regelmäßige Luftpostdienst wurde im Juli 1928 eingerichtet. Im Februar 1929 wurde der Flugplatz als erster kommunaler Flughafen in Michigan zugelassen. Zu Ehren des berühmten Piloten Charles Lindbergh bekam der Flughafen den Namen Lindbergh Field.
Ab Mai 1944 wurde der Flughafen im Liniendienst angeflogen. Francis Airways und Northern Skyways flogen zu anderen Städten in Michigan, stellten ihren Betrieb jedoch nach zwei Jahren wieder ein. Von 1946 bis 1955 boten mehrere kleine Airlines Pendelflüge zu nahegelegenen Städten an.
Ab Mai 1955 flog North Central Airlines täglich nach Detroit und Chicago. North Central Airlines fusioniert mit Southern Airways zu Republic Airlines, die später in die Northwest Airlines aufging. Northwest Airlines wurde schließlich von Delta Air Lines übernommen, die noch heute den Flughafen anfliegt.
Im Jahr 1961 wurde ein Kontrollturm gebaut und die Hauptbahn von 3.900 ft (1.189 m) auf 5.300 ft (1.615 m) verlängert. 1963 wurde ein Instrumentenlandesystem installiert. Im Jahr 1977 wurde die Start- und Landebahn ein weiteres Mal auf 6.500 ft (1.981 m) verlängert.
1975 wurde die regionale Flugsicherung von Battle Creek nach Kalamazoo verlegt und 1978 ein Radar installiert. Der Flughafen wurde daraufhin für die sicherste und effizienteste Flugsicherung in der Region der Großen Seen ausgezeichnet.
Im Jahr 1982 wurde entschieden, dass die Stadt Kalamazoo nicht länger alleine die Betriebskosten des Flughafens tragen sollten und 1984 übertrug die Stadt den Flughafen an das Kalamazoo County. 1989 wurde der Name des Flughafens von Kalamazoo County Airport in Kalamazoo/Battle Creek International geändert, um das Wirtschaftswachstum in Battle Creek und Umgebung anzukurbeln. Im gleichen Jahr wurde das Terminal erneuert und in seiner Größe verdoppelt. Während der Folgejahre erhöhten sich die Passagierzahlen von 200.000 auf über 500.000 pro Jahr.
2011 bediente zwei große Fluggesellschaften den Flughafen und brachten Passagiere zu den großen Luftfahrt-Drehkreuzen mit weltweiten Verbindungen. Des Weiteren gab es eine Chartergesellschaft, die Kalamazoo zweimal pro Woche mit Zielen in Florida verband.

## Flughafeneinrichtungen und Flugzeuge

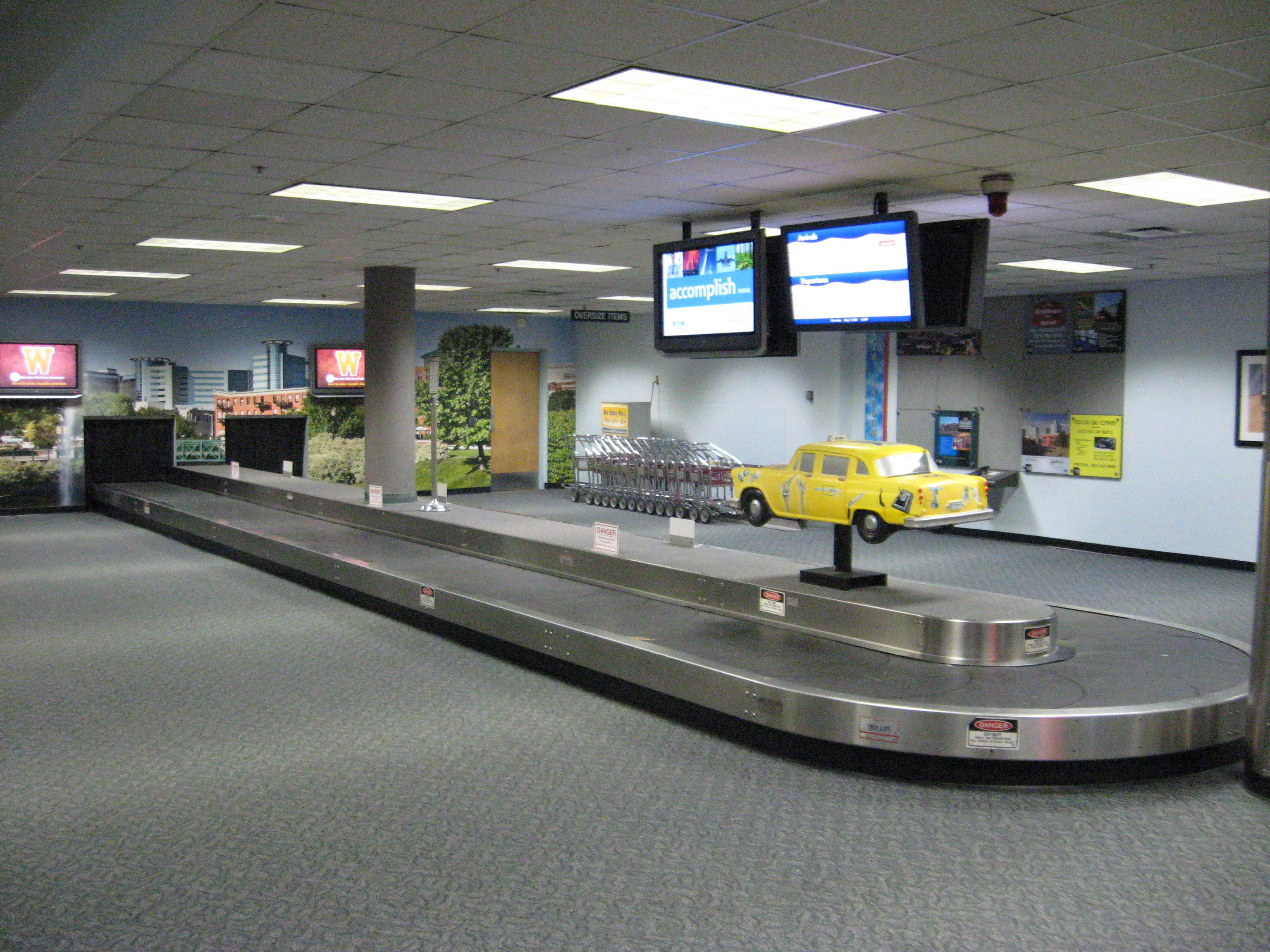
Altes Terminal

### Vorfeld
Das Gelände des Flughafens umfasst 337 Hektar und liegt auf einer Höhe von 266 Metern MSL. Der Flughafen verfügt über die drei Start- und Landebahnen 17/35, mit den Ausmaßen 1982 × 46 Metern, 05/23 mit 1048 × 30 Metern und 09/27 mit 853 × 18 Metern. Die beiden Rollwege Alpha und Delta sind ehemalige Start- und Landebahnen. 2007 wurde die Schwelle der Bahn 17/35 122 Meter nach Süden verlegt und der Rollweg Bravo nördlich des Rollwegs Charlie geschlossen. Südlich der Bahn 09/27 wurde der Rollweg Bravo um dreißig Meter nach Westen verlegt.

### Terminal

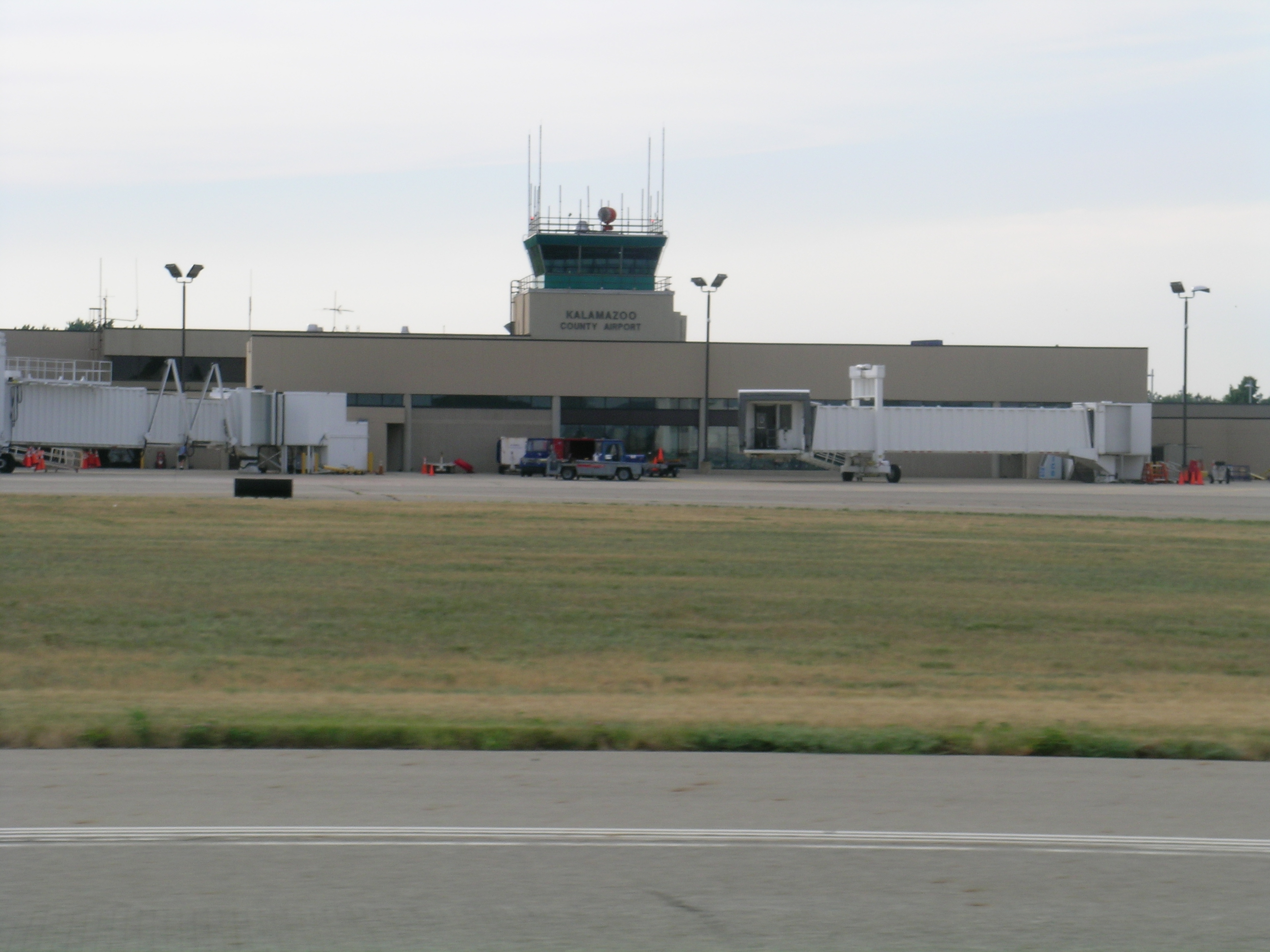
Altes Terminal mit Tower

Das ursprüngliche Terminal war ein kleines Gebäude, das aus Restmaterialien anderer örtlicher Bauten bestand. Im Jahr 1958 wurde ein neues Terminal als Ersatz für das aus den 1920er Jahren stammende, alte Terminal errichtet. 1979 wurde es von 1.100 auf 2.800 Quadratmeter vergrößert. Im Jahr 1989 wurde das Terminal vollständig renoviert und um eine neue Wartehalle, einen größeren Flugsteig und eine Gepäckausgabe erweitert. 2009 begann unmittelbar neben dem alten Terminal der Bau eines neuen Terminals. Das vom Architekturbüro Reynolds, Smith & Hills entworfene Gebäude wurde im April 2011 eröffnet. In ihm sind weitere Flugsteige, Passagierkontrollen und Gepäckausgabebänder untergebracht.
Eines der Checker Cabs (Nr. 804), das in der Fernsehserie Taxi eine Rolle spielte, ist im Terminal ausgestellt. Das Taxi wurde 1978 gebaut und an Paramount Television für die Verwendung bei der Produktion der Serie vermietet. Nachdem die Serie im Jahr 1983 eingestellt worden war, wurde das Taxi blau lackiert und Checker Motors als Erste-Hilfe-Fahrzeug verwendet. Im Jahr 2011 wurde es von Todd Harroun im Originalzustand restauriert.

### Luftraumkontrolle
Das Terminal von 1958 hatte zwei Fluggastbrücken und beherbergt den Kontrollturm. Im Jahr 1969 wurde eine Anflugkontrolle in Battle Creek eingerichtet. Der Tower ist täglich von sechs bis dreiundzwanzig Uhr besetzt. In dieser Zeit ist der Luftraum um den Flughafen mit D klassifiziert. 1975 wurde ein Kontrollzentrum und 1978 ein Radar eingerichtet.

### Flugbewegungen
Im Jahr 2012 wurden 45.445 Flugbewegungen registriert. Davon wurden 79 % der Allgemeinen Luftfahrt und 21 % Flugtaxis zugeordnet. Linien- und militärische Flüge machten jeweils unter einem Prozent aus. In diesem Jahr waren 109 Flugzeuge auf dem Flughafen stationiert. Davon waren 81 % einmotorige und 12 % mehrmotorige Flugzeuge sowie 7 % Jets.

## Flugbetrieb

### Allgemeine Luftfahrt

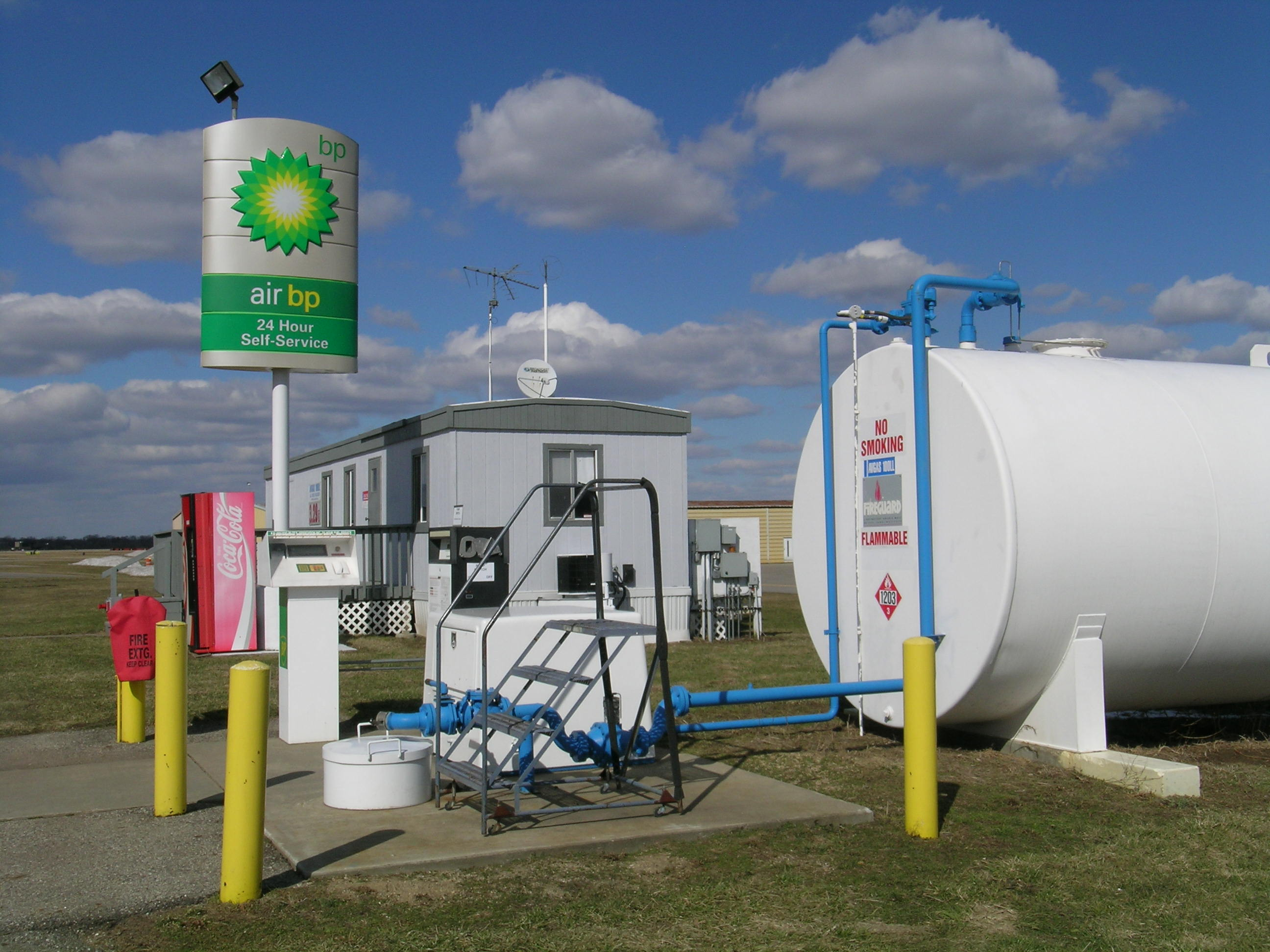
The KPA Fueling Center

Der Kalamazoo Airport wird von auswärtigen und ortsansässigen Piloten für private und Geschäftsflüge genutzt. Viele ortsansässige Piloten haben ihre Flugzeuge dort hangariert.
Im Jahr 1955 begann die Upjohn Pharmaceutical Company mit Sitz in Kalamazoo, Flüge der Geschäftsführung von hier aus abzuwickeln. Nachdem das Unternehmen sein Vertriebsbüro für Nordamerika im Jahr 1997 von Michigan nach New Jersey verlegt hatte, führte es mit einem zehnsitzigen Jet tägliche Flüge nach New Jersey durch, die von allen Angestellten genutzt werden konnten. Nach der Übernahme durch Pfizer im Jahr 2003 wurde der Betrieb ausgeweitet und zwei Jets mit einer Kapazität von je 36 Passagieren am Flughafen stationiert. Nach 53 Jahren wurde dieser Flugbetrieb jedoch aus Kostengründen eingestellt, wodurch 27 Arbeitsplätze verloren gingen. Die Flugzeuge wurde nach Trenton in New Jersey verlegt.

### Flugausbildung
Am Flughafen befindet sich die Flugschule Kal-Aero Flight Instruction.
Das 1939 gegründete College of Aviation der Western Michigan University nutzte den Kalamazoo/Battle Creek International Airport bis zum Jahr 1997 als Basis für seine Flugschule. Anfang der 1990er Jahre begann die Flugschule über die räumlichen Möglichkeiten des Flughafens hinaus zu wachsen und wurde 1997 an den W. K. Kellogg Airport verlegt.
In den 1970er Jahren wurde die private Flugausbildung auf zwei Flugschulen – Kal Aero und Lakala Aviation – beschränkt. Daraufhin erhielt die Verwaltung des Countys viele Beschwerden über unzulässige private Flugstunden, woraufhin eine Verordnung erlassen wurde, aufgrund derer das Anbieten von nicht genehmigten, privaten Flugstunden mit Strafen von 500 US-Dollar oder 90 Tagen Gefängnis geahndet werden konnte. Heute gelten diese Einschränkungen nicht mehr und Flugstunden können von jedem Fluglehrer angeboten werden.

## Fluggesellschaften und -linien
Die drei großen Fluggesellschaften American Airlines, Delta Connection (Marke der Delta Air Lines) und United Express führen Flüge vom Flughafen aus durch. Dabei fliegen American Airlines und United Express nach Chicago und Delta Connection nach Detroit und Minneapolis–Saint Paul.

## Kalamazoo Aviation History Museum
Das im Volksmund Air Zoo genannte Museum bietet eine Ausstellung vieler historischen Luftfahrzeuge, Flugsimulatoren, ein Restaurant und eines der wenigen 4D-Kinos in der Umgebung. Das Museum ist in zwei Gebäuden auf dem südlichen Teil des Flughafens untergebracht. Durch einen eigenen Vorfeldabschnitt ist es auch eine Attraktion für viele Piloten. Im Juni und Oktober 2011 eröffnete das Museum ein neues Gebäude mit einer Fläche von 4.600 Quadratmetern. Das ursprüngliche Gebäude wurde renoviert und beherbergt nun ein Restaurierungszentrum.

## Zwischenfälle
- Am 25. Juli 1978 startete eine Convair CV-580 (Luftfahrzeugkennzeichen N4825C) der US-amerikanischen North Central Airlines im Nebel um 7:00 Uhr Ortszeit vom Kalamazoo/Battle Creek International Airport. Das Flugzeug hatte direkt nach dem Abheben von der Startbahn 17 einen Vogelschlag und verlor die Leistung im rechten Triebwerk. Die Maschine hielt sich 79 Sekunden in der Luft, neigte sich dann nach links und stürzte in ein Kornfeld östlich der Flughafens. Von den vierzig Passagieren und drei Besatzungsmitgliedern an Bord wurden zwei Passagiere und ein Besatzungsmitglied schwer verletzt, es gab keine Toten. Das Flugzeug wurde irreparabel beschädigt.[12]

- Am 23. Oktober 1987 fiel das rechte Triebwerk einer Aerostar 600 in einer Höhe von 9000 Fuß circa 28 Meilen westlich des Flughafens aus. Der Pilot versuchte eine Notlandung, konnte den Flughafen jedoch nicht mehr erreichen und stürzte etwa 5 Meilen vor der Landebahn ab. Er starb bei dem Absturz.[13]

- Am 19. April 1998 kam es mit einer Piper PA-28-140 kurz nach dem Start in etwa 300 Fuß Höhe aufgrund von Überladung und Rückenwind zu einem Strömungsabriss; sie stürzte ab. Der Pilot und die drei Passagiere wurden getötet.[14]

- Im Oktober 1978 wurde der Schauspieler und Comedian Tim Allen am Flughafen wegen des Besitzes von über einem Pfund Kokain festgenommen und später zu zwei Jahren und vier Monaten Haft verurteilt.[15]